# Rogówek (powiat wołowski)
Rogówek – wieś w Polsce, położona w województwie dolnośląskim, w powiecie wołowskim, w gminie Wińsko.
Do 2023 r. miejscowość była przysiółkiem wsi Wińsko.
W latach 1975–1998 przysiółek należał administracyjnie do województwa wrocławskiego.